# Brachytrycherus
Brachytrycherus es un género de coleóptero de la familia Endomychidae.

## Especies
Las especies de este género son:
- Brachytrycherus convexus
- Brachytrycherus femoralis
- Brachytrycherus gemmatus
- Brachytrycherus madurensis
- Brachytrycherus opimus
- Brachytrycherus perotteti